# 花田達朗
花田 達朗（はなだ たつろう、1947年 - ）は、日本の社会学者。早稲田大学名誉教授。東京大学名誉教授。専門は社会学、メディア研究、ジャーナリズム研究。

## 来歴
に＜主な出典：＞
1947年長崎県生まれ。千葉県立千葉高等学校卒業。1971年3月早稲田大学第一政治経済学部政治学科卒業。1980年7月ミュンヘン大学哲学部コミュニケーション学（新聞学）修士課程修了、1986年ミュンヘン大学大学院博士課程満期退学。
1975年に当時の西ドイツに移住し、1986年に帰国。
1986年財団法人電気通信総合研究所（翌年改称）研究員、1987年財団法人電気通信政策総合研究所 主任研究員を経て、1989年創価大学文学部社会学科助教授。
1992年4月東京大学社会情報研究所（旧新聞研究所）助教授、1995年4月同教授を経て、2003年4月同研究所所長に就任。社会情報研究所から大学院情報学環への改組により、2004年4月同教授、学環長に就任。2006年3月東京大学を退職。2006年4月早稲田大学教育・総合科学学術院教授に就任し、2018年3月同大学を定年退職。
この間、公共圏論、メディアの制度論と空間論などの研究のほか、早稲田大学では2007年より早稲田大学ジャーナリズム教育研究所所長として学部学生向けジャーナリスト養成教育の仕組み「全学共通副専攻・ジャーナリズムコース」を設置し、運用した。2015年に早稲田大学ジャーナリズム研究所を設立し、所長を務め、研究所のプロジェクトとして大学発の探査ジャーナリズム・ニュース組織「ワセダクロニクル」の立ち上げに立ち会った。
2006年から2013年まで石橋湛山記念早稲田ジャーナリズム大賞の選考委員を務めるとともに、同ジャーナリズム大賞の記念講座「報道が社会を変える」を担当し、授業運営に当たるとともに授業の成果物として書籍4冊を編集・出版した（「編著」の項を参照）。
早稲田大学退職後は、2018年2月に大学から独立して特定非営利活動法人となった「ワセダクロニクル」（2021年3月、Tokyo Investigative Newsroom Tansaと名称を変更）の国際アドバイザリーボードの一員を務めている。
2018年の早稲田大学退職とほぼ同時に、著作集となる「花田達朗ジャーナリズムコレクション」全6巻の刊行を開始し、2023年に完結を迎えた（「単著」の項を参照）。第１巻から第５巻に5回に分けて「年譜」が掲載されている。また、各巻には次の執筆者が「解説」を寄せている。
　第1巻: マーティン・ファクラー（ニューヨークタイムズ、アシスタント・アジア・エディター）、大石泰彦（青山学院大学法学部教授）
　第2巻: ゲルト・コッパー（ドイツ・ドルトムントTU大学名誉教授、欧州ジャーナリズムセンター初代理事長）、西土彰一郎（成城大学法学部教授）
　第3巻: 佐藤健二（東京大学大学院人文社会系研究科教授）、東島誠（立命館大学文学部教授）
　第4巻: 斉藤日出治（大阪産業大学元教授、大阪労働学校・アソシエ校長）、アルブレヒト・レスラー（ドイツ・ヘッセン州大学連合顧問弁護士）
　第5巻: 藤田真文（法政大学社会学部メディア社会学科教授）
　第6巻: 依光隆明（元高知新聞社会部長、元朝日新聞特別報道部長）、浅野良子（ブリティッシュ・カウンシル、元ブリティッシュ・スタディーズ・オッフィサー）、渡辺周（Tokyo Investigative Newsroom Tansa 編集長）
コミュニケーション、メディア、ジャーナリズム関係の海外の有力学術誌の編集委員を長年務めている。
International Advisory Board, new media & society, Sage Publications, from 1999 until 2007.
Editorial Board, Journalism Studies, Routledge/Tayler & Francis, from 2000 until present.
Editorial Board, javnost/the public, Journal of the European Institute for Communication and Culture, University of Ljubljana, from 2007 until present.

## 職歴
- 1978年ー1982年 (社)ミュンヘン・コミュニケーション共同研究所（AfK）研究員
- 1986年7月ー1987年3月 (財)電気通信総合研究所（1987年2月、電気通信政策総合研究所と改称）研究員
- 1987年4月ー1989年3月 (財)電気通信政策総合研究所主任研究員
- 1989年4月ー1992年3月 創価大学文学部社会学科助教授
- 1992年4月ー1995年3月 東京大学新聞研究所（1992年4月10日、社会情報研究所と改称）助教授
- 1995年4月ー2004年3月 東京大学社会情報研究所教授
- 2003年4月ー2004年3月 東京大学社会情報研究所長
- 2004年4月ー2006年3月 東京大学大学院情報学環教授、情報学環長、学際情報学府長
- 2006年4月ー2018年3月 早稲田大学教育・総合科学学術院教授

## 受賞歴
- 2017年9月 FCCJ Freedom of Press Award, Supporter of the Free Press （日本外国特派員協会「FCCJ 報道の自由推進賞」）を受賞。

## 主な著作
＜主な出典：＞

### 単著
- 公共圏という名の社会空間（木鐸社、1996年）
- メディアと公共圏のポリティクス（東京大学出版会、1999年）
- 花田達朗ジャーナリズムコレクション・第1巻・ジャーナリズムの実践―主体・活動と倫理・教育 1 （1994-2010年）―（彩流社、2018年）
- 花田達朗ジャーナリズムコレクション・第2巻・ジャーナリズムの実践―主体・活動と倫理・教育 2 （2011-2017年）―（彩流社、2018年）
- 花田達朗ジャーナリズムコレクション・第3巻・公共圏―市民社会再定義のために―（彩流社、2020年）
- 花田達朗ジャーナリズムコレクション・第4巻・メディアの制度論と空間論―両義性の葛藤―（彩流社、2021年）
- 花田達朗ジャーナリズムコレクション・第5巻・テレコム・ポリシーとテクノロジー―1980年代と新自由主義―（彩流社、2022年）
- 花田達朗ジャーナリズムコレクション・第6巻・公共圏の実践―時評と定義―（彩流社、2023年）

### 編著
- （コーディネーター花田達朗）「個」としてのジャーナリスト（早稲田大学出版部、2008年）
- （コーディネーター花田達朗）「可視化」のジャーナリスト（早稲田大学出版部、2009年）
- （コーディネーター花田達朗）「境界」に立つジャーナリスト（早稲田大学出版部、2010年）
- （コーディネーター花田達朗）「対話」のジャーナリスト（早稲田大学出版部、2011年）
- （早稲田大学ジャーナリズム教育研究所・公益財団法人放送番組センター編）放送番組で読み解く社会的記憶―ジャーナリズム・リテラシー教育への活用―（日外アソシエーツ、2012年）
- （早稲田大学ジャーナリズム教育研究所編）エンサイクロペディア現代ジャーナリズム（早稲田大学出版部、2013年）
- （早稲田大学ジャーナリズム教育研究所編）レクチャー現代ジャーナリズム（早稲田大学出版部、2013年）
- （花田達朗編）内部的メディアの自由―研究者・石川明の遺産とその継承―（日本評論社、2013年）
- （早稲田大学ジャーナリズム研究所編）日本の現場―地方紙で読む 2016―（早稲田大学出版部、2016年）

### 共編著
- （花田達朗・吉見俊哉・コリン・スパークス編）カルチュラル・スタディーズとの対話（新曜社、1999年）
- （花田達朗・広井脩編）論争 いま、ジャーナリスト教育（東京大学出版会、2003年）
- （吉見俊哉・花田達朗編）社会情報学ハンドブック（東京大学出版会、2004年）
- （花田達朗＋教育学部花田ゼミ編）新聞は大震災を正しく伝えたか―学生たちの紙面分析―（早稲田大学出版部、2012年）
- （花田達朗・高田昌幸・清水真編）日本の現場―地方紙で読む 2012―（旬報社、2012年）
- （編集委員会＋鎌田慧・花田達朗・森まゆみ編）いいがかりー原発「吉田調書」記事取り消し事件と朝日新聞の迷走ー（七つ森書館、2015年）
- （渡辺周・花田達朗・ワセダクロニクル編）始動！ 調査報道ジャーナリズム―「会社」メディアよ、さようなら― （彩流社、2017年）
- （渡辺周・花田達朗・大矢英代・ワセダクロニクル編）市民とつくる調査報道ジャーナリズム―「広島東洋カープ」をめざすニュース組織― （彩流社、2017年）
- （渡辺周・花田達朗・金黙敬・野中章弘・加地紗弥香・ワセダクロニクル編）探査ジャーナリズムとNGOとの協働 （彩流社、2017年）
- （花田達朗・スティーブン・バトラー・渡辺周・木村英昭・ワセダクロニクル編）探査ジャーナリズム／調査報道―アジアで台頭する非営利ニュース組織―（彩流社、2018年）
- Tatsuro Hanada and Makoto Watanabe (eds.) The Emerging Investigative Journalism Movement in Japan and Asia, Waseda Chronicle, 2020.

### 共著
- （高橋洋文編）テレコム（日本経済新聞社、1987年）
- （林進編）コミュンケーション論（有斐閣、1988年）
- （林利隆ほか）メディアの現在形（新曜社、1993年）
- システムと生活世界（岩波講座『社会科学の方法』第8巻）（岩波書店、1993年）
- （東京大学社会情報研究所編）放送制度論のパラダイム（東京大学出版会、1994年）
- （東京大学社会情報研究所編）社会情報と情報環境（東京大学出版会、1994年）
- メディアと情報化の社会学（岩波講座『現代社会学』22巻）（岩波書店、1996年）
- 情報と法（岩波講座『現代の法』第10巻）（岩波書店、1997年）
- 法と情報（石村善治先生古稀記念論集）（信山社、1997年）
- （歴史と方法編集委員会編）都市と言語（叢書『歴史と方法』第2巻）（青木書店、1998年）
- 日本思想の地平と水脈（河原宏教授古稀記念論文集）（ぺりかん社、1998年）
- デザイン・テクノロジー・市場（『情報社会の文化』第3巻）（東京大学出版会、1998年）
- 国際化時代の教育（岩波講座『現代の教育・危機と改革』第11巻）（岩波書店、1998年）
- （東京大学社会情報研究所編）社会情報学 II メディア（東京大学出版会、1999年）
- （柴山哲也編）日本のジャーナリズムとは何か―情報革命下で漂流する第四の権力―（ミネルヴァ書房、2004年）

- （花田達朗・別府三奈子・大塚一美・デービッド・E・カプラン）調査報道ジャーナリズムの挑戦ー市民社会と国際支援戦略―（旬報社、2016年）
- （農文協編）地方紙の眼力―改憲・安全保障・震災復興・原発・ＴＰＰ・地方創生―（農村漁村文化協会、2017年）
- （大石泰彦編）ジャーナリズムなき国の、ジャーナリズム論（彩流社、2020年）
- (Mit Klaus Winckler) Kommerzielles Fernsehen in der Medienkonkurrenz; Japan - Fernsehdualismus und Medienkonzentration. Berlin: Wissenschaftsverlag Volker Spiess, 1984.
- Elixmann, D. & Neumann, K.-H. (eds.) Communications Policy in Europe. Berlin/Heidelberg, Germany: Springer Verlag, 1990.
- Wolfgang Pape (ed.) Models of Integration in Asia and Europe: Generating Public Space for Our Common Futures, Luxembourg: European Commission, 2001.
- Josef Ehmer, Helga Grebing und Peter Gutschner (Hrsg.) “Arbeit”: Geschichte - Gegenwart - Zukunft, (ITH-Tagungsberichte; Bd.36), Leipzig: Akademische Verlagsanstalt, 2002.
- JoséVidal Beneyto (ed.) LA VENTANA GLOBAL, Buenos Aires: Taunus, 2002.
- Andrew Calabrese and Colin Sparks (eds.) Toward a Political Economy of Culture – Capitalism and Communication in the Twenty-First Century, Lanham: Rowman & Littlefield Publishers, 2004.
- Hans Bohrmann, Elisabeth Klaus, Marcel Machill (eds.) Media Industry, Journalism Culture and Communication Policies in Europe, Köln: Herbert von Halem Verlag, 2007.